# Hawryło Miszczenko
Hawryło Kornijowycz Miszczenko, Gawriił Korniejewicz Miszczenko (ukr. Гаврило Корнійович Міщенко, ros. Гавриил Корнеевич Мищенко, ur. 1904 w Smile, zm. 1966 w Odessie) – radziecki polityk.

## Życiorys
Od 1925 należał do WKP(b), od 1938 do lipca 1945 był I sekretarzem Komitetu Obwodowego KP(b)U w Winnicy, jednocześnie od 18 czerwca 1938 do 25 stycznia 1949 był członkiem KC KP(b)U i od 21 marca 1939 do 5 października 1952 członkiem Centralnej Komisji Rewizyjnej WKP(b). Po agresji ZSRR na Polskę od września do października 1939 pełnił funkcję przewodniczącego Tymczasowego Zarządu Województwa Lwowskiego, 1942-1943 kierował Zarządem Politycznym Ludowego Komisariatu Sowchozów Zbożowych i Hodowlanych ZSRR, w 1947 został przewodniczącym Rady ds. Kołchozów przy Radzie Ministrów ZSRR na obwód odeski, później do 1952 był przewodniczącym Rady ds. Kołchozów przy Radzie Ministrów ZSRR na obwód chersoński. 7 lutego 1939 został odznaczony Orderem Lenina.